# 1043 pr. n. št.
1043 pr. n. št. je bilo leto predjulijanskega rimskega koledarja.
Oznaka 1043 pr. Kr. oz. 1043 AC (Ante Christum, »pred Kristusom«), zdaj posodobljena v 1043 pr. n. št., se uporablja od srednjega veka, ko se je uveljavilo številčenje po sistemu Anno Domini.

## Smrti
- Vu Vang, prvi kralj in ustanovitelj dinastije Džov (* ni znano)